# Zooland Records
Zooland Records является немецким лейблом звукозаписи, основанным в 2005 году Мануэлем Ройтером (нем. Manuel Reuter), также известным как DJ Manian и Янном Пайфером (нем. Yann Peifer), также известным как DJ Yanou.

## История
Компания Zooland Records была основана в 2005 году двумя немецкими DJ и продюсерами Manian и Yanou для обеспечения продвижения на рынке своих проектов. С момента основания занималась, в основном, выпуском музыки направлений Hands up и Техно. В начале 2007 года был создан дочерний лейбл «ZooGroove» для выпуска музыки в направлении Хаус. Сама же Zooland Records полностью специализировалась на направлении Hands Up. Летом 2008 года был создан второй дочерний лейбл «Zoo Digital», сфокусировавшийся на выпуске цифровой продукции. Третий дочерний лейбл «Bazooka», так же для цифровой продукции, был основан примерно в 2009 году. После создания очередного дочернего лейбла «PUNCH» направление Hands Up послностью ушло на аутсорсинг, а компания занялась перспективным жанром Zooland House. Лейбл «PUNCH» должен был быть официально представлен на интернет радиостанции TechnoBase.FM 16 декабря 2010 года. Впрочем, эта презентация так и не состоялась.

## Исполнители
- Azuro (Мануэль Ройтер, Янн Пайфер)
- Basslovers United
- Bastian Van Shield
- Cascada (Мануэль Ройтер, Янн Пайфер, Натали Хорлер)
- Cyrus (Cyrus Sadeghi-Wafa)
- Dan Winter (Daniel Winter)
- Dave Darell (Robin Brandes)
- Deepforces (Christian Blecha)
- Deepside Deejays (Vibearena, Victor de la Pena, Dave Pryce)
- Gabry Ponte (Габриэль Понте)
- Ehrencrona
- Electrixx
- Far Too Loud
- ItaloBrothers (Цахариас Адриан, Кристиан Мюллер, Маттиас Меттен)
- King & White
- Liz Kay (Eliza Krul)
- Manian (Мануэль Ройтер)
- Manila (Florian Süselbeck, Patrick Müller)
- Manox (Max Kleinschmidt)
- Master Blaster (Sascha van Holt, Mike de Ville, Rico Bass)
- R.I.O. (Мануэль Ройтер, Янн Пайфер)
- Rob Mayth (Robin Brandes)
- Rob und Chris (Robin Brandes, Christopher Ast)
- Ryan Thistlebeck (Florian Süselbeck)
- Spencer & Hill (Мануэль Ройтер, Мануэль Шлейс)
- Stereo Palma (Attila Náksi, Zsolt Brunner)
- Thomas Klingenberg
- Yanou (Янн Пайфер)
- Monday 2 Friday (Sascha Van Holt, Volker Wehmeier und Andreas Rech)